# Acacia drepanophylla
Acacia drepanophylla är en ärtväxtart som beskrevs av Bruce R. Maslin. Acacia drepanophylla ingår i släktet akacior, och familjen ärtväxter. Inga underarter finns listade i Catalogue of Life.